# Posejdon
Posejdon (stgr. Ποσειδῶν Poseidōn, łac. Neptunus) – w mitologii greckiej bóg mórz, jezior, rzek, trzęsień ziemi, żeglarzy, rybaków.
Syn Kronosa i Rei. Młodszy brat Hadesa, Hery, Demeter i Hestii, starszy brat Zeusa, mąż Amfitryty. Przedstawiany z trójzębem, (który był jego atrybutem) na rydwanie ciągniętym przez hippokampy, w towarzystwie trytonów, ichtiocentaurów. Był jednym z 12 bogów olimpijskich. Poświęcone mu zwierzęta to delfin, koń i byk, a jego świętym drzewem była sosna. Jego rzymskim odpowiednikiem był Neptun. W Teogonii Hezjoda autor nazywa go władcą lądu.

## Mity

### Władca mórz
Po narodzeniu został połknięty przez swego ojca Kronosa, bojącego się o utratę władzy. Uratował go wiele lat później młodszy brat Zeus, prosząc matkę, aby podała ojcu Kronosowi środki na wymioty. Uwolniwszy się, Posejdon stanął do walki przeciwko władcy świata u boku swojego rodzeństwa.
Po pokonaniu Kronosa Zeus, Posejdon i Hades, ciągnęli losy o to, który z nich będzie rządził niebem i otrzyma władzę zwierzchnią; który posiądzie morze, a który świat podziemny. Posejdon wylosował królestwo wód. Nie był jednak z tego zadowolony i uważał, że jako starszy od Zeusa powinien dysponować najwyższą władzą. Myślał nawet o obaleniu młodszego brata, ale był na to o wiele za słaby. Kiedyś udało mu się związać brata, który jednak dzięki pomocy Tetydy i Briareusa prędko odzyskał wolność.
Siedziba Posejdona znajdowała się na środku morza wewnętrznego (Morze Śródziemne). Bóg miał tam wspaniały pałac otoczony przez nereidy, delfiny i inne dziwne stworzenia morskie. W Mitologii Jana Parandowskiego jest on opisany jako błękitny z dachem zbudowanym z muszli, które w czasie tego oto naszego odpływu ukazują swe perły. Okna są z bursztynu, a ze ścian wyrastają kwiaty. Otacza go sad pełen drzew rodzących znakomite owoce, a także alg, korali, gąbek i rozmaitych innych stworzeń. Posejdon posiadał też rydwan, do którego zaprzęgał hippokampy.
Posejdon wybrał sobie na żonę piękną jasnowłosą Amfitrytę, będącą jedną z Nereid. Początkowo nie chciała się zgodzić, ale przysłany przez Posejdona piękny delfin namówił ją, opowiadając jej o pałacu i bogactwach Posejdona. I tak właśnie królową wód została Amfitryta, która potem zdradziła Posejdona i próbowała go zabić, lecz Posejdon pokonał ją i wsadził do lochu.

### Inne mity
Przegrał spór z Ateną o to, kto będzie najbardziej czczony w Atenach: Posejdon wbił trójząb w ziemię i wytrysnęło tam słone źródło, a w miejscu, gdzie Atena wbiła swój tyrs, wyrosło drzewo oliwne. Ateńczycy uznali dar Ateny za bardziej przydatny.
Potwór morski, Ketos Troias, pustoszący okolice Troi, nie był jedynym zesłanym przez Posejdona. To on ukarał Cefeusza i Kasjopeję, zsyłając Ketosa Aithiopiosa.
Posejdon pomógł Amymone, która wychodząc po wodę, chciała wykorzystać okazję i upolować coś, a nieszczęśliwie trafiła strzałą w satyra, który począł ją gonić. Gdy wezwała pomocy Posejdona, ten zabił satyra i swym trójzębem rozłupał skałę, z której trysnęła woda. Niektóre wersje mitu podają, iż miał on z nią syna Naupliosa.
Posejdon posiadał również przydomek Seismos (gr. seismos – trzęsienie ziemi), gdyż według mitu wulkaniczną eksplozją wydźwignął z morza wyspę Delos, aby stworzyć spokojne miejsce dla Leto (Latony), kiedy rodziła Apollina i Artemidę.

## Potomstwo
- Z Amfitrytą: Tryton, Rode, Bentesikyme
- Z innymi boginiami:
  - z Gają: Anteusz (niektóre wersje mitu podważają jego ojcostwo)
  - z Afrodytą: Herofilos, Rodos
  - z Meduzą: Chryzaor
  - z Euryale: Orion (wg jednej z wersji mitu)
  - z nimfą Toosą: cyklop Polifem
  - Z Demeter: Despoina, Arion
- Z kobietami ziemskimi:
  - z Amymone: Nauplios
  - z Kajnis: Koronos
  - z Ajtrą: Tezeusz
  - z Libią: Agenor, Belos
  - z Tyro: Neleus, Pelias
- Matki nieznane: Megareus, Prokrustes

## W kulturze
- W filmie Zmierzch tytanów z 1981 r. w rolę Posejdona wcielił się Jack Gwillim. Włada on Krakenem, ostatnim z Tytanów, który na rozkaz Zeusa niszczy miasta, jeśli te nie były dość posłuszne bogom.
- W filmie Percy Jackson i bogowie olimpijscy: Złodziej pioruna w rolę Posejdona wcielił się Kevin McKidd. Był on ojcem Percy’ego.